# Sébastien Amiez
Sébastien Amiez (n. 6 mai 1972, Moûtiers, Rhône-Alpes, Franța) este un schior alpin ce a reprezentat Franța, medaliat olimpic. A participat la două ediții ale Jocurilor Olimpice (1998, 2002) în care a câștigat o medalie de argint.